# Mkdir

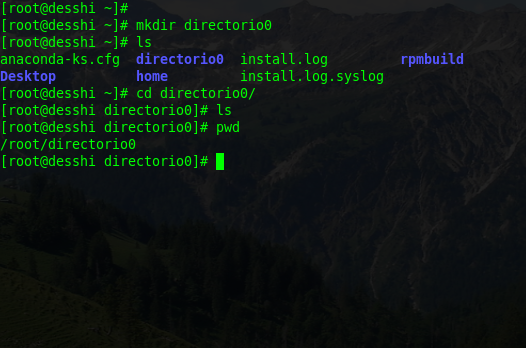
terminal, visualizando mkdir...

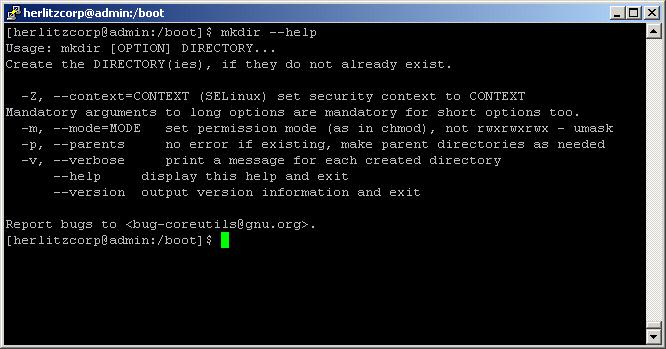
Captura de pantalla salida mkdir --help.

mkdir es una orden de los sistemas operativos UNIX, DOS, OS/2 y Microsoft Windows usada para crear un nuevo subdirectorio o carpeta del sistema de archivos. 
mkdir tiene su origen en las palabras make subdirectory que significan crear subdirectorio en inglés.

## Sinopsis
```
mkdir [opciones] directorio...
```

## Opciones
```
-m modo, --mode=modo
```

Establece los permisos de los directorios creados a modo, que puede ser simbólico como en chmod y entonces emplea el modo predeterminado como el punto de partida.
```
-p, --parents
```

Crea los directorios padre que falten para cada argumento directorio.  Los permisos para los directorios padre se ponen a la umask modificada por u+rwx.  No hace caso de argumentos que correspondan a directorios existentes. (Así, si existe un directorio /a, entonces mkdir /a es un error, pero mkdir -p /a no lo es.)
```
--verbose
```

Muestra un mensaje para cada directorio creado. Esto es más útil con --parents.

## Ejemplos
Si dentro de un sector utilizado por un usuario x, llamado por ejemplo, USUARIO, se desea crear un directorio en dicho lugar, la manera de realizar esta acción sería similar a:
```
$ mkdir directorio 
cd directorio     
$ pwd
/home/USUARIO/
directorio
```

Donde directorio es el nombre del directorio que desea ser creado dentro del sector /home/USUARIO.
Para crear varios directorios a la vez usaremos:
```
mkdir -p /dir1/dir2/dir3/...
```

donde dir1, dir2, dir3 son los nombres de los respectivos directorios.